# Stara Skwarzawa
Stara Skwarzawa (ukr. Стара Скварява, daw. Skwarzawa Stara) – wieś na Ukrainie, w rejonie lwowskim (wcześniej w rejonie żółkiewskim) obwodu lwowskiego. Wieś liczy około 1100 mieszkańców.
W II Rzeczypospolitej do 1934 samodzielna gmina jednostkowa. Następnie należała do zbiorowej wiejskiej gminy Mokrotyn w powiecie żółkiewski w woj. lwowskim. 
W kwietniu i maju 1944  nacjonaliści ukraińscy z OUN-UPA zamordowali tutaj 63 Polaków, grabiąc i paląc polskie gospodarstwa.
Po wojnie wieś weszła w struktury administracyjne Związku Radzieckiego.

## Dwór
- mały murowany dwór wybudowany w 1807 r. przez Józefa Bołoz Antoniewicza. Obiekt otaczał park[3].